# 広瀬貞雄 (実業家)
広瀬 貞雄（ひろせ さだお、1933年（昭和8年）1月2日 - 2020年 (令和2年) 2月7日）は、日本の実業家。富士紡績元代表取締役社長。廣瀬資料館理事長日田広瀬家第11代当主。江戸時代の儒学者広瀬淡窓の弟・広瀬久兵衛の子孫である。

## 経歴
- 1933年1月 - 大分県日田市に生まれる。広瀬正雄の長男[2]。
- 1951年3月 - 福岡県立修猷館高等学校卒業[1]。
- 1955年3月 - 九州大学経済学部卒業。
- 1955年4月 - 富士紡績入社。
- 1984年5月 - 同製品部長。
- 1986年2月 - 同東京営業部長兼務。
- 1986年7月 - 同取締役。
- 1990年6月 - 同取締役常務。
- 1991年6月 - 同代表取締役社長。
- 1998年6月 - 同代表取締役会長。
- 1999年1月 - 同取締役相談役。
- 1999年6月 - 同相談役。
- 2020年2月 - 死去[3]。87歳没。

## 授章
- 1997年4月 - 藍綬褒章。

## 家族・親族
父は日田市長、佐藤内閣で郵政大臣などを歴任した日田広瀬家第10代当主広瀬正雄。実弟にテレビ朝日会長、日本民間放送連盟会長を務めた広瀬道貞、通商産業事務次官の後、大分県知事を5期務めた広瀬勝貞、興銀証券常務を務めた広瀬興貞がいる。 　